# اتفاقية ماربول

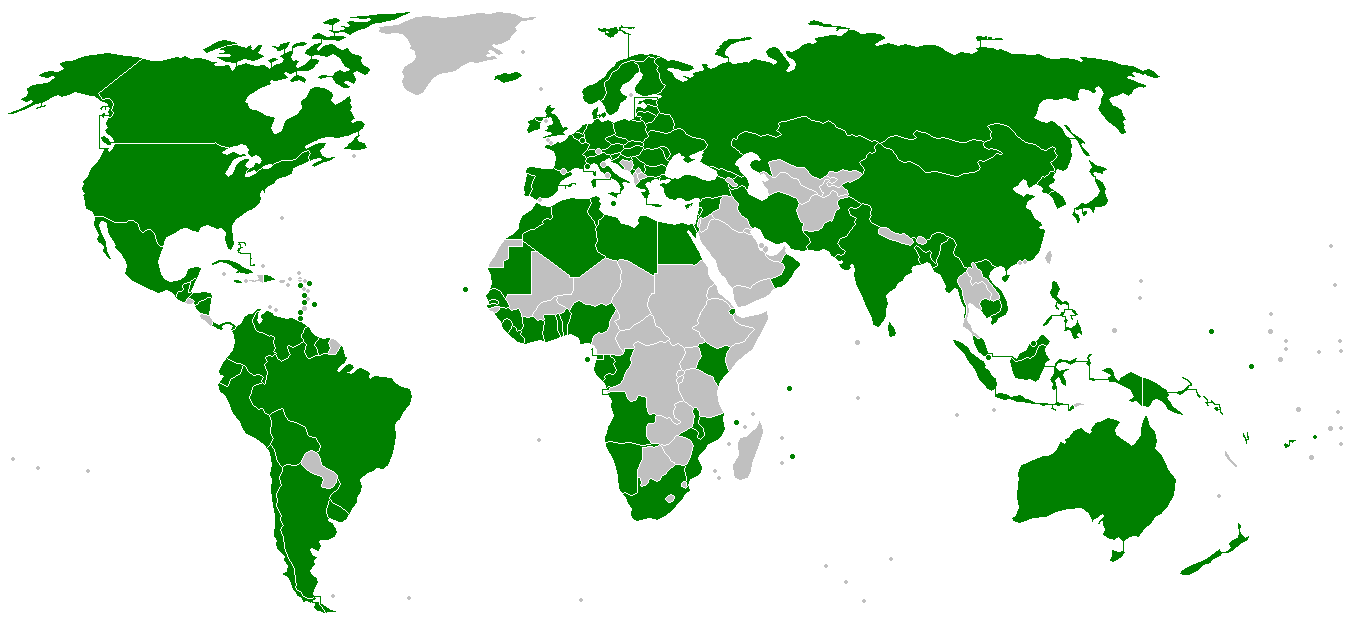

اتفاقية ماربول الموقعة سنة 1973 وتم تعديلها في سنة 1978. متضمنة الحد من إلقاء النفايات والتسرب النفطي وعوادم الاحتراق. وهدفها المعلن هو : الحفاظ على البيئة البحرية عن طريق القضاء التام على التلوث بالزيت والمواد الضارة الأخرى وتقليل التصريف العرضي لهذه المواد. دخلت هذه الاتفاقية حيز التنفيذ سنة 1983، وفي سنة 2005 كان قد وقع عليها 136 دولة. تخضع جميع السفن للموقعة على الاتفاق والرافعة العلم الخاص على بنود هذا الاتفاق بغض النظر عن مكان تواجدها في البحر